# Ћуен Хунгчан
Ћуен Хунгчан (кин: 全红婵; пин: Quán Hóngchán; Џанђанг, Гуангдунг) кинеска је скакачица у воду. Представљала је Кину 2021. године у скоковима у воду на Летњим олимпијским играма 2020. у Токију и освојила златну медаљу у дисциплини торањ 10 метара. Представљала је Кину и 2024. године у скоковима у воду на XXXIII Летњим олимпијским играма у Паризу. Освојила је златне медаље у дисциплинама женски синхрони скокови са торња 10 метара и женски индивидуални скокови са торња 10 метара, тиме поставши најмлађа кинеска освајачица три олимпијске златне медаље.

## Живот
Ћуен Хунгчан потиче из сеоске породице округа Маџанг. Почела је да тренира скокове у воду 2014. године. Придружила се екипи провинције Гуангдунг 2018. године.
На Олимпијским играма у Токију 5. августа 2021. године освојила је златну медаљу у скоковима у воду у дисциплини женски индивидуални скокови са торња 10м. Други и четврти скок добили су савршене десетке од свих седам судија, док је последњи, пети скок, добио шест савршених десетки. Након последњег скока укупан збир оцена био је 466.2 поена, што јој је донело златну медаљу, а уједно и оборило рекорд од 447.7 поена који је поставила Чен Жуолин 2008. године на Летњим олимпијским играма у Пекингу. Такође је била и најмлађа кинеска такмичарка на овим играма.
На XIV кинеским националним играма у септембру 2021. године Ћуен Хунгчан је поновила „скок без прскања“ у дисциплини женских скокова са торња 10м и са резултатом од 419.25 поена освојила прво место у тој дисциплини и уједно помогла екипи Гуандунга да освоји екипну златну медаљу.
Одликована је кинеским омладинским орденом Четвртог маја 3. маја 2022.
Заједно са Чен Јуси, 6. маја 2023. године, освојила је прво место у женским синхроним скоковима са торња 10 метара резултатом од 378,60 поена.
Два дана касније, 8. маја 2023. године, освојила је прво место у женским скоковима са торња 10м и оборила рекорд Светског купа остваривши резултат од 458,20 поена.
На Олимпијским играма у Паризу 2024. године, заједно са Чен Јуси, освојила је златну медаљу у женским синхроним скоковима са торња 10 метара. Ово је уједно и педесета златна медаља у скоковима у воду за 40 година учешћа репрезентације Кине на Олимпијским играма.

## Породица
Њена мајка је након саобраћајне несреће имала проблема са здрављем и био јој је потребан новац за лечењ.е Ћуен Хунгчан је треће од петоро деце. Њен старији брат, Ћуен Ђинхуа, напустио је школу пре другог разреда средње школе и ради као кувар. Када је освојила Олимпијске игре, њена старија сестра била је у средњој школи, док су њени млађи брат и сестра, Ћуен Хунгтао и Ћуен Ђинпенг, тренирали скокове у воду у спортској школи у Џанђангу. Ћуен Хунгчан живи штедљиво и сваког месеца својој породици шаље новац не би ли помогла мајци у лечењу и поделила породичне трошкове.

## Занимљивости
Након што је освојила златну медаљу на Олимпијским играма у Токију, компаније из Џанђанга су јој поклониле кућу, пословне некретнине и дале новчану награду, што је њен отац одбио плашећи се да не наруши кредибилитет своје ћерке. Ћуан Хунгчан никада није посетила забавни парк, али је након освојене златне медаље позвана да заједно са својом породицом и целом кинеском репрезентацијом скокова у воду бесплатно посети неколицину познатих кинеских забавних паркова. Такође, Здравствени завод града Џангђанга, родног места Ћуан Хунгчан, пожелео је њеном хоспитализованом деди брз опоравак.
Многи фанови и стримери долазили су у њен родни град како би се сликали са њом, интервјуисали је и директно преносили на својим платформама. То је ометало нормалан живот њене породице, па је једногласно критиковано и осуђивано.